# Bruce Weitz
Bruce Peter Weitz (Norwalk, 27 maggio 1943) è un attore statunitense.
Bruce Peter Weitz è conosciuto per la sua interpretazione del sergente Mick Belker nella serie TV Hill Street giorno e notte, per la quale nel 1984 vinse un Premio Emmy come "miglior attore non protagonista in una serie 
drammatica".

## Biografia
Weitz è figlio di Sybil Weitz Rubel, una casalinga, e Alvinn Weitz, che gestiva un negozio di liquori. ed ha frequentato l'Università Carnegie Mellon.
Weitz si è sposato nel 1971 con Cecilia Hart, dalla quale divorziò nel 1982; dal 1986 è sposato con Vivian Davis dalla quale ha avuto un figlio.

## Carriera
La sua carriera è cominciata al Minneapolis' Guthrie Theater e poi al Louisville's Actor's Theater.
Nel 1998 Weitz è apparso nel film Deep Impact e nella sua oltre trentennale carriera di attore ha preso parte a film come Infiltrato speciale ed El Cortez (2006), del quale è stato anche produttore associato, oltre a numerose apparizioni in serie televisive.

## Filmografia

### Cinema
- Se è martedì allora siamo in Belgio (1987)
- The Liar's Club (1993)
- Delitto a teatro (1993)
- Molly & Gina (1994)
- Il fantasma di sentiero lucente (1995)
- Cops n Roberts (1995)
- Coyote Summer (1996)
- Fool's Gold (1998)
- Memorial Day (1998)
- Shattered Illusions (1998)
- Deep Impact (1998)
- The Landlady (1998)
- Gut Feeling (1999)
- Velocity Trap (1999)
- One Hell of a Guy (2000)
- Mach 2 (2001)
- Focus (2001)
- Una vita... "quasi" perfetta (2001)
- Infiltrato speciale (Half Past Dead), regia di Don Michael Paul (2002)
- No Place Like Home (2002)
- The Entrepreneurs (2003)
- Dinocroc (2004)
- El Cortez (2006)
- The Dukes (2007)
- The Metrosexual (2007)
- Quality Time (2008)

### Televisione
- I Ryan – serie TV, 2 episodi (1976)
- The CBS Festival of Lively Arts for Young People – serie TV, 1 episodio (1977)
- Quincy – serie TV, 1 episodio (1977)
- The Private Files of J. Edgar Hoover (1 episodio) (1977)
- Happy Days - serie TV, episodio 6x06 (1978)
- Time Out – serie TV, 1 episodio (1979)
- Paris – serie TV, 1 episodio (1979)
- Every Stray Dog and Kid (1981)
- Death of a Centerfold: The Dorothy Stratten Story (1981)
- Hill Street giorno e notte (Hill Street Blues) – serie TV, 143 episodi (1981-1987)
- A Reason to Live (1985)
- Matlock (1 episodio) (1987)
- Mama's Boy – serie TV, 6 episodi (1987-1988)
- Baby M (1988)
- Fair Game, regia di Noel Nosseck – film TV (1989)
- A Deadly Silence (1989)
- A Cry for Help: The Tracey Thurman Story (1989)
- Ai confini della realtà (The Twilight Zone) – serie TV, episodio 3x23 (1989)
- Voci nella notte – serie TV, 1 episodio (1989)
- I viaggiatori delle tenebre – serie TV, 1 episodio (1989)
- The Ray Bradbury Theater – serie TV, 1 episodio (1990)
- Omicidio all'alba (1990)
- Leona Helmsley: The Queen of Mean (1990)
- Babe Ruth (1991)
- Anything But Love – serie TV, 28 episodi (1991-1992)
- Civil Wars (1 episodio) (1993)
- Nick's Game (1993)
- Highlander (1 episodio) (1994)
- The Byrds of Paradise (3 episodi) (1994)
- Dream On (1 episodio) (1994)
- Lois & Clark - Le nuove avventure di Superman (1 episodio) (1994)
- Aaahh!!! Real Monsters (2 episodi) (1994-1995)
- X-Files (1 episodio) (1995)
- Per amore della legge (1 episodio) (1995)
- La signora in giallo (1 episodio) (1995)
- The O.J. Simpson Story (1995)
- Her Hidden Truth (1995)
- Mixed Blessings (1995)
- The Legend of the Ruby Silver (1996)
- L'ultima vittima (1996)
- Sudden Terror: The Hijacking of School Bus #17 (1996)
- Cybill (1 episodio) (1996)
- Sisters (4 episodi) (1996)
- N.Y.P.D. (1 episodio) (1996)
- JAG - Avvocati in divisa (2 episodi) (1997-2004)
- Breaking the Surface: The Greg Louganis Story (1997)
- Profiler - Intuizioni mortali (1 episodio) (1998)
- Due poliziotti a Chicago (1 episodio) (1998)
- Chicken Soup for the Soul (1 episodio) (2000)
- West Wing - Tutti gli uomini del Presidente (1 episodio) (2000)
- Walker Texas Ranger (1 episodio) (2000)
- Bull (2 episodi) (2000-2001)
- Ancora una volta (1 episodio) (2001)
- Cursed (1 episodio) (2001)
- Squadra emergenza (1 episodio) (2002)
- Joe and Max (2002)
- Giudice Amy (5 episodi) (2002-2003)
- The Guardian (2 episodi) (2002-2003)
- Doc (1 episodio) (2003)
- E.R. - Medici in prima linea (4 episodi) (2003)
- The Practice - Professione avvocati (1 episodio) (2003)
- Agente speciale Sue Thomas (1 episodio) (2004)
- Grey's Anatomy – serie TV, episodio 1x06 (2005)
- Ghost Whisperer - Presenze (1 episodio) (2005)
- Though None Go With Me (2006)
- Dexter (1 episodio) (2007)
- General Hospital – serie TV, 248 episodi (2007-2012)
- CSI - Scena del crimine (1 episodio) (2008)
- Lie to Me (1 episodio) (2010)
- Febbre d'amore (2 episodi) (2013)

## Doppiatori italiani
Nelle versioni in italiano delle opere in cui ha recitato, Bruce Weitz è stato doppiato da:
- Vittorio Battarra in Hill Street giorno e notte
- Guido Cerniglia in X-Files
- Rino Bolognesi in La signora in giallo
- Antonio Sanna in Deep Impact
- Ennio Coltorti in Infiltrato speciale
- Ambrogio Colombo in E.R. - Medici in prima linea
- Vittorio Di Prima in Grey's Anatomy
- Dario Penne in Ghost Whisperer - Presenze
- Gianni Gaude in El Cortez
- Carlo Reali in Dexter
- Luciano De Ambrosis in CSI - Scena del crimine